# Alibunar

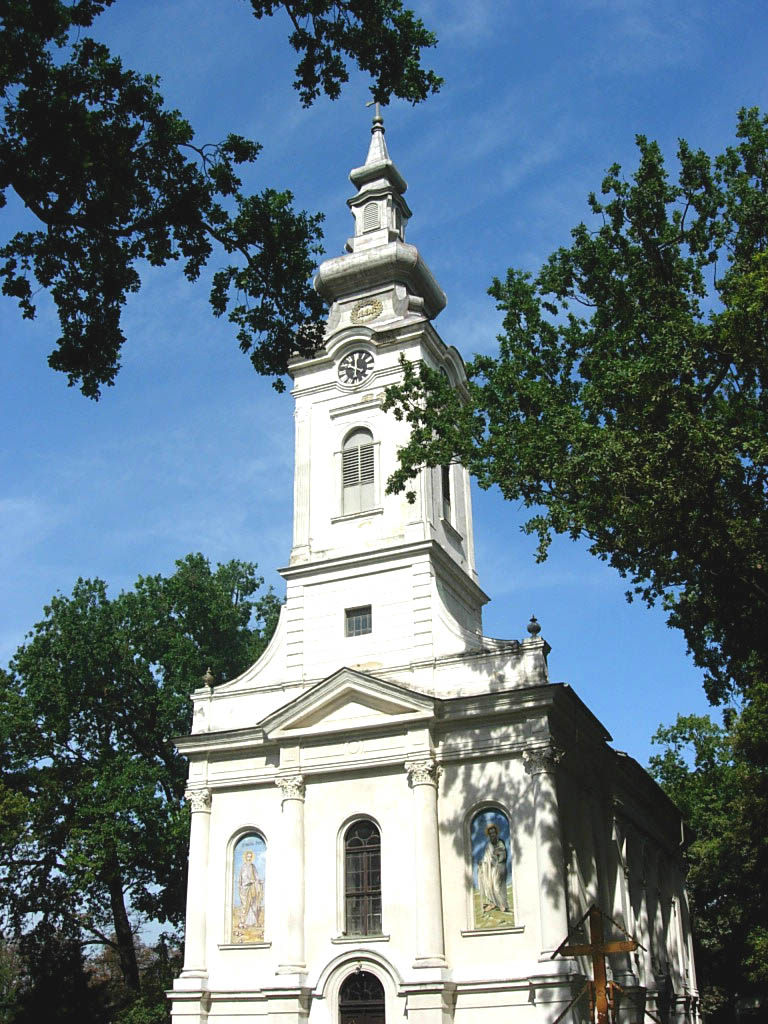
Biserica ortodoxă română din Alibunar

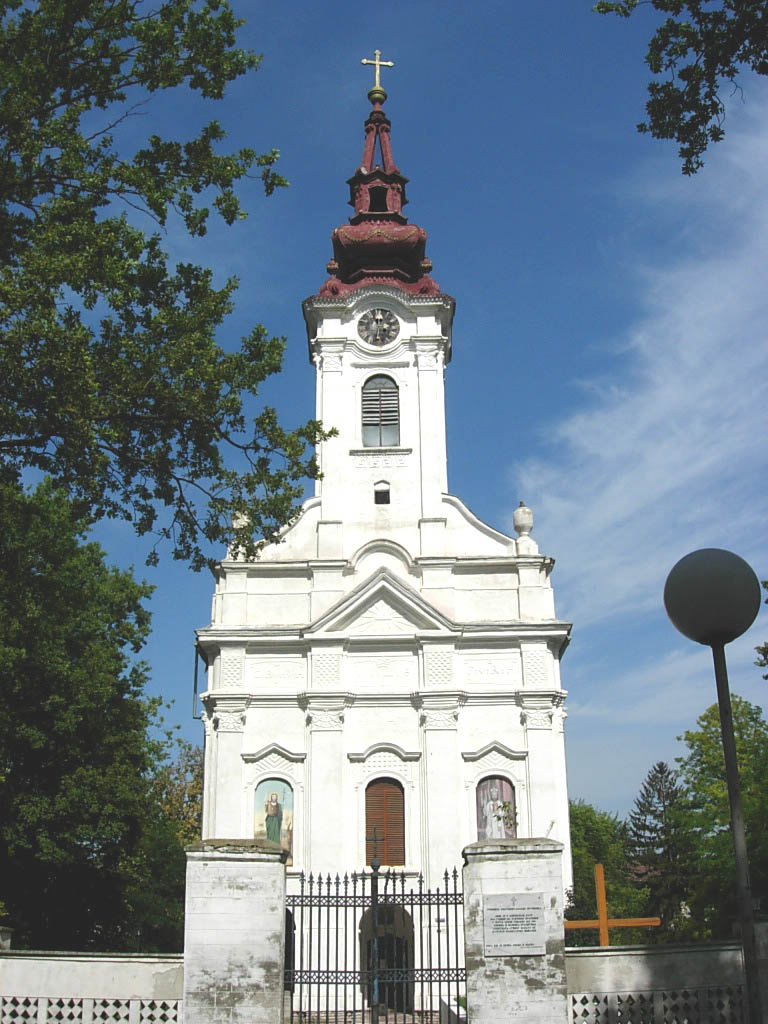
Biserica ortodoxă sârbească (cele două, foarte asemănătoare, sunt amplasate simetric una lângă cealaltă)

Alibunar (în sârbă Алибунар, în maghiară Alibunár, în germană Alisbrunn) este o localitate în districtul Banatul de Sud din Voivodina (Serbia). Este centru al comunei omonime, care mai include și localitățile Nicolinț, Sân Mihai, Vladimirovăț, Seleuș, Banatski Karlovac, Ilancea, Novi Kozjak, Dobrița și Janoșic.

## Populație

#### Satul Alibunar
Satul Alibunar avea, conform datelor recensământului din 2002, o populație de 3431 locuitori, care s-au declarat: 

sârbi = 2,052 (59.81%)
 
români = 960 (27.98%)
 
romi = 87 (2.54%)
 
maghiari = 61 (1.78%)
 
slovaci = 46 (1.34%) 

macedoneni = 43 (1.25%)
 
iugoslavi = 42 (1.22%) 

### Populația în 1881
În anul 1881 la Alibunar locuiau 4.050 de persoane, dintre care 2.405 români, 1.141 sârbi, 294 germani și 298 din alte etnii.

#### Comuna Alibunar
Comuna Alibunar avea o populație de 22.954 locuitori. Aici se află cea mai mare comunitate de români din Voivodina, comunitate care numără 6.076 locuitori (26,47%).

## Personalități născute aici
- Dimitrie Ardelean (1941 - 1992), pictor român.

## Imagini

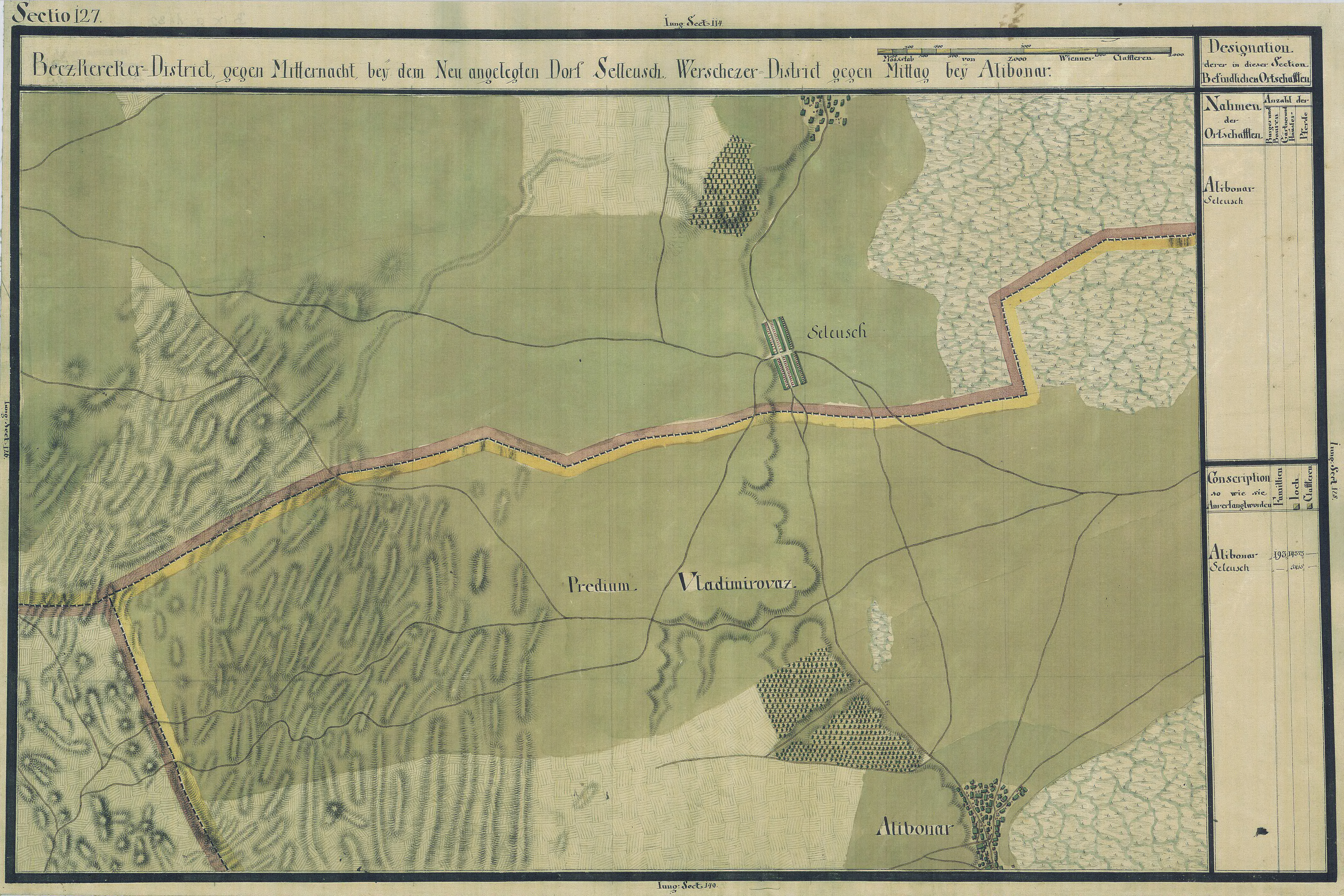
Alibunar în Harta Iosefină a Banatului, 1769-72
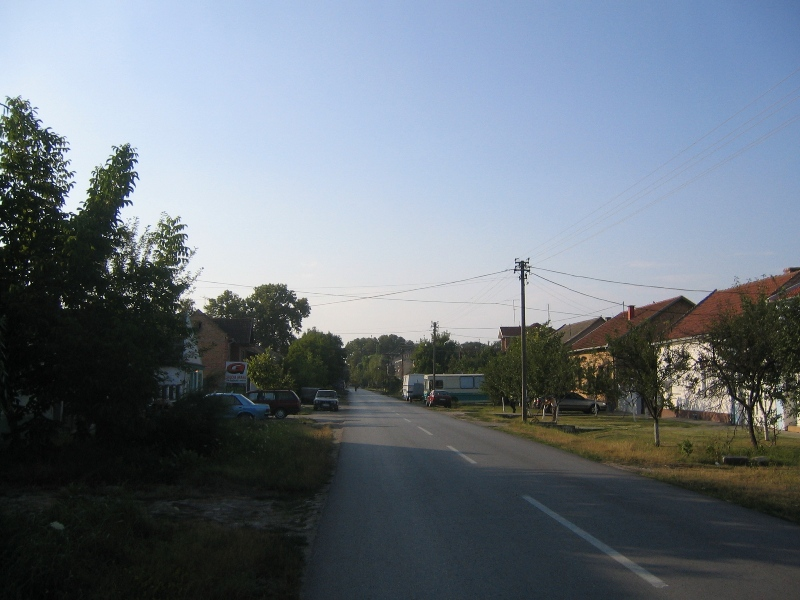
Strada principală din Alibunar. Intrarea în localitate
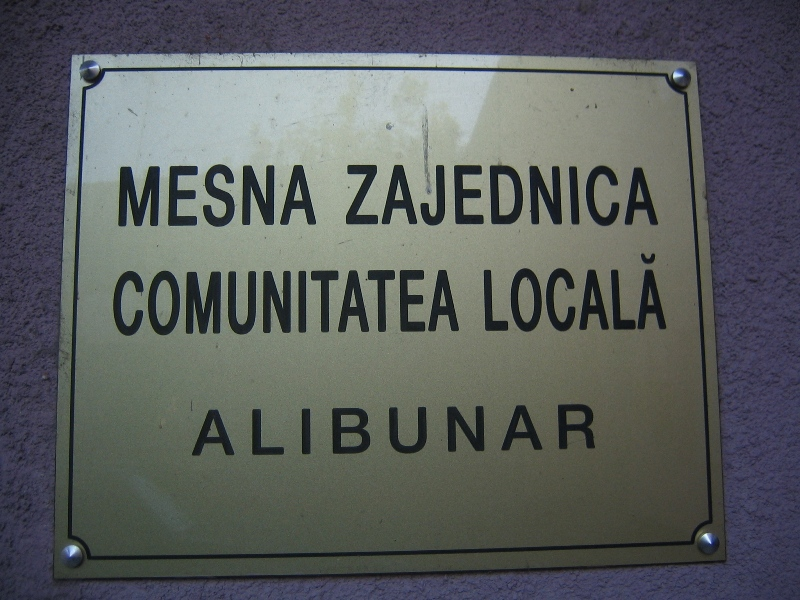
Comunitatea Locală Alibunar
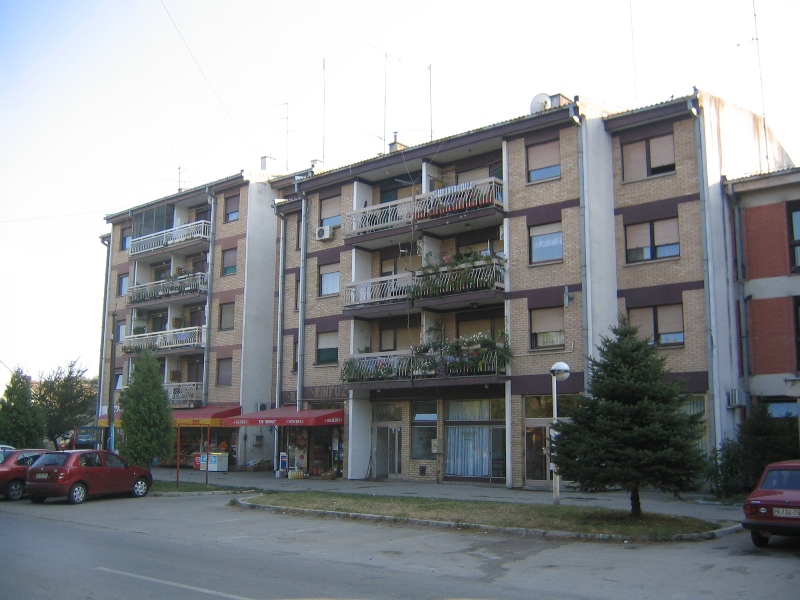
Blocuri de locuinţe în centrul Alibunariului